# Щиглиці (Нижньосілезьке воєводство)
Щиглиці (пол. Szczyglice, нім. Sieglitz) — село в Польщі, у гміні Глогув Глоговського повіту Нижньосілезького воєводства. Населення — 164 особи (2011).
У 1975-1998 роках село належало до Легницького воєводства.

## Демографія
Демографічна структура станом на 31 березня 2011 року:
|          | Загалом | Допрацездатний вік | Працездатний вік | Постпрацездатний вік |
| -------- | ------- | ------------------ | ---------------- | -------------------- |
| Чоловіки | 78      | 19                 | 56               | 3                    |
| Жінки    | 86      | 16                 | 54               | 16                   |
| Разом    | 164     | 35                 | 110              | 19                   |